# Доставка пиццы
При доставке пиццы заказ обычно делается по телефону или через Интернет; выбрав пиццерию или сеть таковых, клиент может указать тип и размер пиццы, а также другие продукты, в том числе безалкогольные напитки, которые будут к ней прилагаться. Пицца перевозится в картонных коробках или пакетах на автомобиле, мотороллере или велосипеде. В зависимости от поставщика услуг клиенты могут выбрать оплату онлайн или лично наличными, кредитной картой, дебетовой картой или другими способами. Иногда взимается плата за доставку, хотя бесплатная доставка также распространена.
Заказ пиццы с доставкой обычно подразумевает обращение в местную пиццерию или сеть пиццерий по телефону или через Интернет. Онлайн-заказ доступен во многих странах, где некоторые сети пиццерий предлагают онлайн-меню и заказ.
Начиная с 1980-х годов, персональные компьютеры нашли своё применение в том числе в доставке. Специализированное компьютерное программное обеспечение помогает определять наиболее эффективные маршруты для перевозчиков, отслеживать точное время заказа и доставки, управлять звонками и заказами и выполнять другие функции. С 2008 года технология GPS- отслеживания используется для мониторинга транспортных средств доставки в режиме реального времени клиентами через Интернет.
Некоторые пиццерии, такие как канадская сеть Piz0za Pizza, базирующаяся в Онтарио, предоставляют гарантию доставки в течение заранее определенного периода времени. Например, в 1980-х и начале 1990-х годов в рекламной кампании сети Domino's  гарантировалась доставка заказов в течение 30 минут. Хотя в США эта услуга была прекращена из-за опасений по поводу спешки доставщиков и безрассудного вождения, в некоторых странах она все еще предлагается. Пиццерии, не предоставляющие гарантию сроков, обычно сообщают клиенту примерные сроки доставки.
По данным Domino's, чаще всего пиццу заказывают в канун Нового года, день Супербоула, Хэллоуин, Новый год и канун Дня благодарения. Незапланированные события также могут привести к увеличению поставок пиццы; например, Domino's заявила, что ее продажи во время медленной погони за О. Джей. Симпсоном были такими же большими, как в день Супербоула.

## Стоимость доставки
На протяжении десятилетий «бесплатная доставка» была популярным лозунгом практически всех пиццерий. В Австралии часть платы за доставку выдаётся непосредственно водителю, которому магазин обязан возместить расходы на использование личного автомобиля.
В США популяризацию бесплатной доставки приписывают сети Domino's Pizza. Pizza Hut начала экспериментировать в 1999 году, введя плату в размере 50 центов за доставку в десяти магазинах в районе Далласа и Форт-Уэрта. К середине 2001 года эта система была внедрена в 95% из 1749 ресторанов компании в США и в меньшем количестве из 5250 ресторанов, принадлежащих франчайзи. К 2002 году небольшой процент магазинов, принадлежащих или работающих по франшизе американским компаниям по производству пиццы Domino's и Papa John's, также взимал плату за доставку в размере от 50 центов до 1,50 доллара, а некоторые франчайзи Little Caesar's взимали плату за доставку.  В 2005 году Papa John's ввела плату за доставку в большинстве своих магазинов. 
В некоторых странах принято давать доставщику пиццы дополнительные чаевые при оплате заказа. В Канаде и США принято давать чаевые за доставку пиццы. Мнения о том, сколько именно чаевых следует платить, сильно различаются. Сотрудники по закону обязаны сообщать о чаевых своему работодателю, а независимые подрядчики, которые могут взимать плату за доставку в ресторан, обязаны сообщать о чаевых в Налоговую службу.

## Технология доставки
Для сохранения пиццы горячей во время транспортировки используются сумки-термосы, обычно изготавливаемые из винила, нейлона или кордуры, которые пассивно сохраняют тепло. Выбор материала влияет на стоимость, долговечность и конденсацию. Для подогрева в некоторых мешках устанавливаются нагреваемые снаружи диски, электрические нагревательные элементы или гранулы, нагреваемые индуцированными вихревыми токами, создаваемыми высокочастотным магнитным полем.

### Коробка для пиццы
Современные коробки для пиццы изготавливаются из гофрированного картона. Этот материал имеет ряд преимуществ для доставки пиццы: он дёшев и пригоден для вторичной переработки, жёсткий, но лёгкий, он впитывает влагу, предотвращая утечку масла и сока, а воздушные каналы в картоне гарантируют низкую теплопроводность.
История коробок для пиццы началась в Неаполе в 1800-х годах, где пекари помещали пиццу в круглые жестяные или медные контейнеры с отверстиями и полками, на которых пиццы располагались отдельно друг от друга. С 1940-х годов пицца на вынос продавалась на круглой картонной подставке, накрытой бумажным пакетом. Считается, что компания Domino's разработала современную гофрированную плоскую квадратную коробку для пиццы в начале 1960-х годов, но так и не запатентовала ее. Патенты на конструкции коробок для пиццы датируются как минимум 1968 годом. С тех пор появились такие инновации, как различные конфигурации вентиляции, встроенные держатели для соуса, конструкции для более легкой переработки и перфорированные крышки, благодаря которым клиновидные куски картона можно использовать в качестве тарелок. Крышка коробки часто поддерживается одноразовым пластиковым штативом, установленным поверх пиццы.
Коробки для пиццы содержат большое количество гофрированного картона, но картон часто пропитывается жиром и становится непригодным для некоторых форм переработки. Поэтому коробки обычно выбрасываются вместе с бытовыми отходами на свалки; более экологичным вариантом утилизации является компостирование коробок из-под пиццы. Также переработке поддаются неокрашенные или непропитанные участки, такие как крышка и/или стенки коробки.

### Спасатель пиццы
В 1974 году Клаудио Даниэль Тролья получил патент на пластиковый столик, который устанавливается в середину коробки и не позволяет верхней части провисать внутрь пиццы. Этот предмет получал такие названия, как «SEPI» (от «Separador de pizza») «guardapizza» или «mesita», но патент не был продлён.
В 1985 году Кармела Витале получила патент на пластиковый табурет-треногу с тремя ножками, который помещался в середину коробки и не давал верхней части провисать в пиццу.  Витале назвала этот предмет «сохранителем упаковок» и использовала этот термин также в названии своего патента, но с тех пор за ним закрепилось название «спасатель пиццы». 
Разновидностями этого предмета, в частности, являются одноразовая пластиковая лопатка, ручка которой удерживает крышку коробки вверху, и пластиковый штатив, одна из ножек которого зазубрена как нож, что позволяет легко резать застрявший сыр и хлеб.

## Опасности
Доставщики пиццы подвергаются риску, поскольку им приходится посещать дома незнакомых людей, в незнакомых районах.
В 2004 году компания Pizza Hut уволила водителя-доставщика, застрелившего грабителя во время работы, потому что политика компании запрещает сотрудникам носить оружие.  Другие национальные сети, такие как Domino's и Papa John's, также запрещают ношение оружия, хотя многие независимые пиццерии разрешают курьерам носить оружие на законных основаниях.  Ограничения работодателя на ношение оружия являются спорным вопросом в США.

### Ложные заказы
Популярным розыгрышем является размещение ложных заказов на доставку большого количества пиццы, доставку в случайный дом или дом конкретной жертвы. В результате такого заказа ресторану придется выбросить неоплаченные пиццы. Например, в ноябре 2010 года в Амхерсте, штат Массачусетс, мужчина, утверждавший, что он является членом команды Боба Дилана, разместил заказ на 148 пицц общей стоимостью около 4000 долларов.

### Нападения на доставщиков пиццы
Доставщики пиццы подвергаются нападениям, похищениям и грабежам, иной раз прямо во время работы. Поддельные заказы иногда используются для заманивания курьеров с последующим ограблением или похищением. Ряд  подобных инцидентов был предан широкой огласке.